# Cheiracanthium crucigerum
Cheiracanthium crucigerum es una especie de araña del género Cheiracanthium, familia Cheiracanthiidae, suborden Araneomorphae. Fue descrita científicamente por Rainbow en 1920.

## Distribución
Se distribuye por Australia.